# Tjasor
Tjasor är en sjö i Sorsele kommun i Lappland och ingår i Umeälvens huvudavrinningsområde. Sjön har en area på 0,219 kvadratkilometer och ligger 607,2 meter över havet. Tjasor ligger i Vindelfjällen Natura 2000-område.

## Delavrinningsområde
Tjasor ingår i det delavrinningsområde (729053-153949) som SMHI kallar för Inloppet i Rakkosjön. Medelhöjden är 663 meter över havet och ytan är 40,69 kvadratkilometer. Det finns inga avrinningsområden uppströms utan avrinningsområdet är högsta punkten. Dergabäcken (Rakkobäcken) som avvattnar avrinningsområdet har biflödesordning 3, vilket innebär att vattnet flödar genom totalt 3 vattendrag innan det når havet efter 334 kilometer. Avrinningsområdet består mestadels av skog (62 procent) och sankmarker (26 procent). Avrinningsområdet har 1,55 kvadratkilometer vattenytor vilket ger det en sjöprocent på 3,8 procent.